# Zanis Waldheims
Pour les articles homonymes, voir Waldheim.
Zanis Waldheims (en letton : Žanis Valdheims ; 19 septembre 1909 à Jaunpils, Zemgale, Lettonie - 19 juillet 1993 à Montréal, Canada) était un artiste contemporain d'origine Lettone qui a réalisé des œuvres d'abstraction géométrique de la fin des années 1950 jusqu'à son décès en 1993.
Il a utilisé une approche de recherche-création pour développer un langage visuel d'abstraction géométrique qui sert de carte pour orienter la pensée et l'entendement vers des solutions de paix et de sécurité. En plus d'une collection de 650 œuvres d'art, il a documenté ses idées dans des notes manuscrites accompagnées de figures, dans des cahiers d'esquisses et dans ses correspondances et journaux intimes.

## Biographie
Zanis Waldheims a vécu son enfance en Lettonie et a subi la Première guerre mondiale et la Guerre d'indépendance de la Lettonie. Il a marié Irène Migla en 1938 et ils ont eu deux enfants. Il a complété ses études en droit à l'Université de Riga en 1941 mais n'a jamais pratiqué à cause des occupations par les Russes et les Allemands. À la fin de 1945, ils vivaient dans les camps de réfugiés gérés par l'Administration des Nations unies pour le secours et la reconstruction (UNRAA) à Bamberg en Allemagne. Ils se sont séparés en 1947 et sa femme et leurs deux enfants ont déménagé au Michigan aux États-Unis tandis qu'il a vécu en France pour les cinq prochaines années. Il a émigré au Canada en février 1952 et s'est établi à Montréal où il a travaillé dans un entrepôt de transfert de biens et matériaux. Il a été rejoint un an plus tard par Bernadette Pekss, une compatriote lettone qu'il a rencontré à Paris. Ils ont vécu ensemble jusqu'à sa mort. En 1961, il est mis à pied de son emploi et consacre les prochaines dix années au développement de ses idées et son art de géométrisation de la pensée. Il retourne au travail en 1971 et continue à élaborer ses idées et son art géométrique jusqu'à sa mort,,.

## Développement artistique

### Motivation
Waldheims était motivé par l’impact des politiques découlant de la Seconde Guerre Mondiale. Il était déçu des chefs politiques qui ont négocié les ententes d’après-guerre qui ont laissé la Lettonie et les pays baltes sous le régime communiste de l’union soviétique. Vers la fin des années 1950, son parcours le mène vers le développement d’un langage visuel pour adresser les questions politiques et sociétales. Son objectif est de contrecarrer la manipulation des mots et des idéologies par la propagande. Le résultat de ses recherches se concrétisent sous forme d’une carte pour l’orientation humaine inspirée par le philosophe français Maine de Biran.

### Premières géométrisations (1952-1960)
Il a entrepris une recherche autodidacte en histoire, philosophie, psychologie, physique, géométrie et mathématique. Ses premiers croquis datent de 1956 où ils complètent ses notes et interprétations de ses lectures. Ils deviennent de plus en plus complexes, structurés et organisés hiérarchiquement pour construire son Schéma de l’entendement. Il a utilisé le dessin technique pour assurer une intention cohésive dans son schéma. Il a trouvé qu’une architecture géométrique offrait une structure unifiante pour cartographier systématiquement une approche à la résolution de conflits. Il a catégorisé des idées pertinentes à l’aide de symboles géométriques.

### Thèse (1961-1970)
Au cours de cette période, il s’est appliqué à plein temps à sa recherche et au développement du schéma qui incorpore plusieurs niveaux de l’entendement. En 1963, il avait une série de 214 figures en noir et blanc accompagnées d’un texte qui décrit les principales idées et motifs pour la géométrisation. Il a ensuite ajouté des couleurs à l’encre pour les reproduire au crayon de couleur dans des dessins plus grands. C’est dans cette période qu’il a commencé à dessiner ses œuvres artistiques de 600 mm x 600 mm) pour lesquelles il est maintenant reconnu. Le 15 octobre 1970, il obtient l’enregistrement au Bureau du copyright à Ottawa pour sa thèse au titre d’œuvre littéraire non publiée : La géométrisation de la pensée exhaustive. Cette version de ses écrits présente ses idées et la théorie accompagnées d’une série de 314 figures. Une grande partie des 230 premières œuvres d’art sont associées à ces figures,.

### Phase sculpturale (1971-1985)
La prochaine phase dans son développement artistique implique une exploration de la troisième dimension de ses œuvres dessinées en les traduisant en sculptures cubiques en styromousse. Cette démarche complète le processus d’abstraction de la pensée linéaire écrite en œuvres dessinées pour finalement s’actualiser en sculptures tridimensionnelles. Il associait la base de ses sculptures aux couleurs sombres et progressait vers le haut avec des teintes et des couleurs de plus en plus claires. Dans cette période, il document ses idées dans des cahiers d’esquisses où il élabore des séries de figures thématiques.

### Années universitaires (1985-1988)
En 1985, c’est à l’âge de 76 ans qu’il s’est inscrit au programme de Baccalauréat en philosophie de Université du Québec à Montréal (UQAM). Il a utilisé cette période pour mettre ses idées au défi et les valider dans un contexte académique. Il a présenté ses principes de géométrisation à ses professeurs et pendant que certains sont réceptifs, d’autres restent perplexes. Il a obtenu son diplôme en 1988. C’est à ce moment qu’il a arrêté de dessiner.

### Dernières années (1989-1993)
Il a consacré ses dernières années à revoir ses écrits qu’il révise dans une dernière version de sa Philosophie plastique. Ce document de 500 pages n’a pas été publié.
Il est décédé à l’âge de 83 ans à Montréal le 19 juillet 1993.

## Géométrisation de la pensée exhaustive

### Perspectives philosophiques
La géométrisation ici n’est pas seulement une technique de faire des figures représentatives, des formes réduites des objets concrets ou abstraits, mais elle est aussi l’art qui cherche l’harmonie entre le beau et le vrai dans la connaissance, de même qu’elle cherche la compréhension entre le bien particulier et le juste universel.
Waldheims a vu la nécessité de faire converger l’esthétique et la science dans une expression holistique telle l’abstraction géométrique pour adresser les phénomènes sociologiques et humains.  Il a développé son approche de la pensée exhaustive à partir de plusieurs sources. Il a exploré les domaines de la phénoménologie de Kant, Heidegger, Cassirer and Husserl. Il a équilibré ces idées avec celles de la science et des mathématiques présentées par de Broglie, Descartes, Heisenberg, and Poincaré. Il a conçu une architecture de base sur les principes de l’espace-temps formulé par Hermann Weyl et organisées selon le cône de lumière de Minkowski. Il a aussi inclus les éléments de logique de Bertrand Russell et Stéphane Lupasco. Il a adapté les principes dialectiques de Hegel pour développer son unité de sens qui conjugue deux points de vue opposés ou complémentaires avec un troisième élément central qui offre un lien logique ou de consensus entre les deux vers une piste de solution à un problème existentiel. Il a aussi exploré le domaine de la psychologie de Jung, Freud, Weizäcker et Adler. Finalement, ses perspectives artistiques ont été influencées par Goethe, Ostwald, Albers, Klee, Kandinsky et Vasarely . Waldheims a trouvé son inspiration pour géométriser la pensée humaine de ses lectures de Maine de Biran et de Max Scheler qui ont tous les deux proposé que la conscience peut être décrite sous forme d’une pyramide. Il a aussi incorporé l’épistémologie du développement intellectuel de Jean Piaget. Les idées de sa thèse de 1970 explorent les différentes facettes de cette pyramide de la conscience ou la Noosphère inspirée de  Pierre Theilard de Chardin et Rudolph Arnheim. C’est sur ces fondements qu’il a réalisé des centaines de figures et dessins de couleur en une structure tridimensionnelle qu’il a nommé le Schéma de l’entendement qui représente la synthèse de toutes ses années de recherche pour géométriser la pensée.
La philosophie plastique qui sous-tend ce schéma cherche à surmonter les défis de la polarisation sociale promulguée par les idéologues autoritaires ou anarchistes. Il s'agit d'utiliser les principes du schéma pour trouver le point de convergence entre des pôles idéologiques contraires ou complémentaires. Les principes orientent l'individu dans une pensée exhaustive qui dépasse le simple choix binaire d'être pour ou contre une idée mais de rechercher ce qui rallie le "moi" et "autrui" et les unifie dans le "nous". 

### Principes de la géométrisation
La géométrisation utilise cinq formes géométriques de base (carré, cercle, losange, étoile et axes cartésiens) et leurs combinaisons pour catégoriser les mots et simplifier des idées complexes. Chaque forme représente un degré d’abstraction d’un phénomène ou d’une idée le long d’un spectre entre la perception concrète de l’image (extensive) et des possibilités abstraites imaginables (intensive). Ces formes sont utilisées sous forme d’exposants aux mots dans les livres qu’il a lus afin de les géométriser et construire son système schématique de la pensée exhaustive. La prochaine étape a consisté à les transposer en figures en noir et blanc qui divisent la surface du dessin à partir de divers points d’ancrages communs à chaque figure lorsqu’elles sont combinées. Les couleurs ont ensuite été ajoutées pour différencier les régions du dessin. Les tons variant du plus sombre au plus clair élucident les degrés significatifs de changement et créent l’impression de profondeur et de mouvement dans les œuvres pour ensuite se traduire en formes tridimensionnelles,. 
La construction de cette pensée tridimensionnelle encourage le développement de la pensée selon quatre ordres progressivement plus complexes et exhaustifs, soit une pensée ponctuelle, linéaire, sur la surface et finalement architecturale où se coordonnent et se subordonnent les processus où la pensée comme la philosophie devient créatrice d'harmonie entre soi-même et les autres.

## Expositions

### Expositions
- 1976 – Bibliothèque de la ville de Lachine. Montréal, Canada. (16 – 28 février 1976).
- 1981 – École La Pommeraie. Mont Saint-Hilaire, Canada (13-15 novembre 1981).
- 1982 – Collège Brébeuf. Montréal, Canada. (20 – 25 septembre 1982).
- 1992 - L'art populaire urbain. Musée de la Ville de Lachine. Montréal, Canada. (25 juillet – 20 septembre, et novembre 1992)[10].

### Expositions posthumes
- 2006 - Presentation of the Noosphere. Frank Lloyd Wright School of Architecture. Scottsdale, Arizona.
- 2016 - Survival Kit 8 - Acupuncture of Society. Latvian Center for Contemporary Art, Riga, Lettonie. (8 - 25 septembre 2016)[11].
- 2018 - Portable Landscapes, Musée national des arts de Lettonie, Riga, Lettonie. (27 avril - 17 juin 2018)[12],[13].
- 2020 - Riga Notebook - Following the Lines of Wacław Spakowsky, Muzeum Sztuki, Łódź, Pologne. (23 octobre 2020 - 28 février 2021)[14],[15].
- 2020 - The Exhaustive Thought. October 28 - November 21, 2020. Art Museum, Toronto, Canada (28 octobre - 21 novembre 2020)[16],[17].

### Présentations et publications
- Jeanson, Yves. 2006. Presentation of the Noosphere. Frank Lloyd Wright School of Architecture. Scottsdale, Arizona.
- Jeanson, Yves. 2008. Geometry as an Abstraction. Proceedings. 20th Biennial Congress of International Association of Empirical Aeshtetics (IAEA) Chicago, États-Unis. pp. 155-156[5].
- Jeanson, Yves. 2010. Zanis Waldheims' Creative Process. Abstract. 21st Biennial Congress of International Association of Empirical Aesthetics (IAEA) Dresden, Allemagne[9].
- Jeanson, Yves. 2012. Zanis Waldheims' Abstract and Geometric Art. Proceedings 15th International Conference on Geometry and Graphics (ICGG), Montréal, Canada[18].
- Jeanson, Yves. 2013. Zanis Waldheims:  Giving meaning to abstract art - a non-conformist approach or the Pathway to self-reliance. Scientific Proceedings of the 12 th International Conference on Engineering Graphics BALTGRAF. Riga, Lettonie[4].
- Guy, Raymond. 2020. Zanis Waldheims : une interprétation géométrique de la société. M@GM@ Revue internationale des humanités et de sciences sociales v.18 n.02. ISSN 1721-9809 [6].
- Guy, Raymond. 2021. Une pensée exhaustive dans un monde binaire. M@GM@ Revue internationale des humanités et de sciences sociales v.19 n.03. ISSN 1721-9809 [8].